# Seznam meklenburských panovníků

Malý znak Meklenburska

Seznam meklenburských panovníků zahrnuje postupně vládnoucí knížata, vévody a velkovévody. Meklenbursko vzniklo jako knížectví v okolo roku 1167, kdy z něj bylo učiněno knížectví pod vládou dynastie Niklotovců. Roku 1348 bylo Karlem IV. povýšeno na vévodství. V roce 1701 bylo Meklenbursko po rodinných rozporech rozděleno do dvou částí: Meklenburska-Zvěřínska a Meklenburska-Střelicka. Na Vídeňském kongresu v roce 1815 byly obě části povýšeny na velkovévodství. V letech 1815–1866 byly obě části členem Německého spolku, poté v letech 1866–1871 Německého spolku a od roku 1871 se staly součástí Německého císařství jako spolkové země. Po roce 1918 se meklenburské země přeměnily na republiky: Svobodný stát Meklenbursko-Střelicko a Svobodný stát Meklenbursko-Zvěřínsko. V současnosti je Meklenbursko součástí německé spolkové země Meklenbursko-Přední Pomořansko.

## Knížata (1167–1348)

### Dynastie Meklenburských
Na území dnešního Meklenburska vládla přibližně v letech 1131–1167 obodritská knížata zrodu Niklotovců (slovanský rod). Podmanění slovanského Obodritského knížectví dovršil saský vévoda Jindřich Lev. Avšak již roku 1167 obdržel syn obodritského kníže Niklota, kníže Pribislav (poslední obodritský kníže) území zpět jako saské vévodské léno tj. knížectví Meklenburské. Tato obodritská dynastie Niklotovců, jež se záhy poněmčila, zde vládla až do roku 1918, kdy byla zrušena monarchie v Německu. V roce 1348 povýšil císař Karel IV. Meklenbursko na vévodství.
- Pribislav – (1167–1178), poslední oboritský a první meklenburský kníže, leník Jindřicha Lva
- Jindřich Borvin I. – (1178–1227)
- Jindřich Borvin II. – (1227–1236)
- Jan I. – (1237–1264)
- Jindřich I. – (1264–1302), manželka Anastasie Pomořanská
- Albrecht I. – (1264–1265)
- Jan II. – (1264–1299)
- Jan III. – (1287–1289)
- Jindřich II. Lev – (1287–1329)
- Albrecht II. – (1329–1348), od roku 1348 vévoda Meklenburský, povýšen císařem Karlem IV., manželka Euphemie Švédská, vnučka krále Magnuse I.

## Vévodové (1348–1815)

### Dynastie Meklenburských
Povýšením Meklenburska na říšské vévodství císařem Karlem IV. byla definitivně odstraněna lenní závislost na Sasku. V roce 1358 zakoupil vévoda Albrecht II. Meklenburský hrabství Schwerin (Zvěřín). Roku 1471 byly spojeny dříve rozdělené meklenburské země pod vládou jednoho rodu v jednotné vévodství.
- Albrecht II. – (1348–1379), do roku 1348 kníže Meklenburský
- Jindřich III. – (1379–1383), syn Albrechta II.
- Magnus I. – (1379–1384)
- Jan IV. – (1384–1395), syn Magnuse I.
- Albrecht III. – (1384–1412), také švédský král (1363–1389)
- Albrecht IV. – (1412–1423)
- Jindřich IV. der Dicke – (1422–1477)
  - Jan V. – (1418–1442), Mitregent, syn Jana IV.
  - Jan VI. – (1439–1472), Mitregent, syn Jindřicha IV.
- Magnus II. – (1477–1503)
- Jindřich V. – (1503–1552), syn Magnuse II.
- Jan Albrecht I. – (1547–1576), syn Albrechta VII.
- Jan VII. – (1576–1592), syn Jana Albrechta I.
- Adolf Fridrich I. – (1592–1658), syn Jana VII., rozdělení země mezi jeho syny
- (1628–1631) – Albrecht z Valdštejna, dočasný vládce, jiná dynastie, uchvatitel

Po vnitřních rodinných rozporech mezi syny vévody Adolfa Fridricha I. (+ 1658) bylo v roce 1701 vévodství opět rozděleno, při zachování jednoty stavů, do dvou částí: Meklenburska-Zvěřínska (německy Mecklenburg-Schwerin) a Meklenburska-Střelicka (něm. Mecklenburg-Strelitz). Zároveň byla v obou částech zavedena primogenitura.

### Vévodové Meklenburska-Střelicka
Meklenbursko-Střelicko bylo utvořeno z území knížectví Ratzeburg a panství Stargard (dnes součástí Šlesvicka-Holštýnska) na části území bývalého vévodství Meklenbursko-Güstrow. Hlavním městem se stal Neustrelitz. Vládla starší (původní) linie rodu. 28. července 1815 bylo povýšeno na velkovévodství.

#### Dynastie Meklenburských
- Adolf Fridrich II. – (1701–1708), starší syn Adolfa Fridricha I.
- Adolf Fridrich III. – (1708–1752), jeho syn
- Adolf Fridrich IV. – (1752–1794), jeho synovec
- Karel II. – (1794–1815), jeho bratr, od roku 1815 velkovévoda Meklenbursko-Střelický

### Vévodové Meklenburska-Zvěřínska
Vévodství Meklenbursko-Zvěřínsko bylo utvořeno na velké části původního Meklenburského vévodství včetně Baltského pobřeží, přibližně na území bývalého knížectví Meklenburského, Rostockého, biskupství Zvěřín (Schwerin) a knížectví Werle-Güstrow a Werle-Waren. Hlavním městem se stal Schwerin (Zvěřín). Vládla mladší linie rodu, ale na podstatně větším území než linie starší resp. střelická. 14. července 1815 bylo povýšeno na velkovévodství.

#### Dynastie Meklenburských
- Fridrich Vilém – (1692–1713), jeho bratr
- Karel Leopold – (1713–1728), jeho bratr
- Kristián Ludvík II. – (1728–1756), jeho bratr
- Fridrich II. – (1756–1785), jeho syn
- Fridrich František I. – (1785–1815), jeho synovec, od roku 1815 velkovévoda Meklenbursko-Zvěřínský

## Meklenburští velkovévodové (1815–1918)

### Dynastie Meklenburských
Roku 1808 přistoupila obě vévodství k Rýnskému spolku a roku 1813 se připojila na stranu Pruska proti Napoleonovi. Roku 1815 pak byla obě vévodství (Meklenbursko-Zvěřínsko 14. července a Meklenbursko-Střelicko 28. července) povýšena na velkovévodství a stala se členy Německého spolku. Roku 1866 se v prusko-rakouském sporu o Šlesvicko-Holštýnsko postavila obě velkovévodství opětovně na stranu Pruska a pak následujícího roku (1. července 1867) vstoupila do Severoněmeckého spolku a 18. ledna 1871 se stala spolkovými zeměmi Německého císařství.
14. listopadu 1918 odstoupili oba velkovévodové (resp. velkovévoda Meklenburska-Zvěřínska Fridrich František IV. a jako regent Meklenburska-Střelicka) a oba meklenburské státy byly prohlášeny Svobodnými státy resp. Svobodný stát Meklenbursko-Střelicko (Freistaat Mecklenburg-Schwerin) a Svobodný stát Meklenbursko-Zvěřínsko (Freistaat Mecklenburg-Strelitz), které byly až do roku 1933 spolkovými zeměmi tzv. Výmarské republiky.

### Velkovévodové Meklenbursko-Střelicka

#### Dynastie Meklenburských
- Karel II. – (1815–1816), předtím vévoda Meklenbursko-Střelický
- Jiří I. – (1816–1860)
- Fridrich Vilém – (1860–1904)
- Adolf Fridrich V. – (1904–1914)
- Adolf Fridrich VI. – (1914–1918)
  - Fridrich František IV. – (1918), jako regent za vévodu Karla Michala, který se vzdal práva na trůn a žil v Rusku

### Velkovévodové Meklenbursko-Zvěřínska

#### Dynastie Meklenburských
- Fridrich František I. – (1815–1837), předtím vévoda Meklenbursko-Zvěřínský
- Pavel Fridrich – (1837–1842)
- Fridrich František II. – (1842–1883)
- Fridrich František III. – (1883–1897)
- Fridrich František IV. – (1897–1918), v roce 1918 regent Meklenburska-Střelicka